# Sveta alijansa
Sveta alijansa je organizacija koju su osnovale države pobjednice u ratu protiv Napoleona, s ciljem borbe protiv komunističkih revolucija te održavanja reda i mira u Europi. Vodeću ulogu u Svetoj alijansi imale su Austrijsko Carstvo, Rusko Carstvo i Pruska.

## Tijek
Organizacija je osnovana 26. rujna 1814. zbog Napoleonovih ratova. Glavni osnivač je bio ruski car Aleksandar I. U alijansu nije primljeno Osmansko Carstvo. Glavni vođe bili su austrijski kancelar Klemens Metternich i ruski car. 1815. su udruženim vojskama porazili Napoleona u Bitci kod Waterlooa. Kasnije su se savezu priključile sve tadašnje europske države osim Velike Britanije, Osmanskog Carstva i Papinske Države. Uključila se i Francuska u kojoj je restauriran stari poredak od prije Francuske revolucije. Nakon Napoleonovog poreza i Bečkog kongresa, osnovni cilj Svete alijanse je očuvanje starog konzervativnog društvenog poretka u Europi koji se temelji na feudalizmu i apsolutističkoj vlasti vladara, a protiv liberalnih ideja koje je Europom širio Napoleon.

## Raspad
Sveta alijansa se ubrzo raspala jer su događaji pokazali da su članice potpuno različite u politici. Prvi povod je bio pokret španjolskih kolonija u Latinskoj Americi za odcjepljenje. Kada je došlo do sukoba, Ujedinjeno Kraljevstvo je blokiralo pomoć alijanse. Drugi je bio ustanak Grka za osamostaljenje od Osmanskog Carstva. 1830. organizacija se raspala.